# キリスト
キリストは、ヘブライ語のメシア（מָשִׁיחַ）のギリシア語訳 Χριστος （Khristos クリストス、フリストス）からの、日本語における片仮名表記。基督、クリスト、クライスト（英語:Christ）、ハリストスとも表記される。
本項ではキリスト教における語彙「キリスト」の語義・意義について述べる。

## 概念
ヘブライ語「メシア」での意味は「膏（あぶら）を注がれた（塗られた）者」「受膏者」。古代イスラエルにおいては、預言者、祭司、王などの就任に際して膏を塗る習慣があった。キリスト教においてキリスト（メシア）は、特にこの三つの職務（預言職・祭司職・王職）を併せ持つナザレのイエスを指す称号として用いられ、ナザレのイエスはイエス・キリストと呼ばれる。すなわちキリスト教ではナザレのイエスがキリストであると信じられている。イエス・キリストについては、同時代の大部分の人物よりも遥かに多くの確かな情報がある。

## 転写・読みの違い
日本では「キリスト」の転写が最も一般的であるが、日本の正教会（日本ハリストス正教会）においては「ハリストス」が用いられる。
日本伝来当時は「キリシト」であったが、江戸時代後期から「キリスト」となった。中国イエズス会士によって音訳語「基利斯督」およびその略語「基督」がつくられ、日本においても明治初年から、「基督」が当て字として新教系の刊行物（片仮名表記「キリスト」を採用した邦訳聖書を除く）で用いられ、明治中期までには一般的表記法として確立した。

### ハリストス
ギリシャ語"Χριστος"は古典再建音では「クリストス」となるが、中世から現代に至るまでのギリシャ語の読みでは「フリストス」である。これを受けてブルガリアやロシア等スラヴ語圏の多くで「フリストス」に類する発音がなされるようになり、日本正教会は正教会の一員としてこれら地域の音を継承・尊重して片仮名表記「ハリストス」を採用している。

## 洗礼名としての「キリスト」
ギリシャ正教会が多数派であるギリシアでは普通に個人名（クリストス）として命名される。これに対して、カトリック教会・聖公会・プロテスタントといった西方教会や、ギリシャ正教会と同じ正教会の一員ではあるがロシア正教会やその直系である日本正教会では、この名を洗礼名として用いることはまず行われない。